# Adriane Galisteu
Adriane Kelemen Galisteu Iódice (San Paolo, 18 aprile 1973) è una modella, attrice e conduttrice televisiva brasiliana.

## Biografia
Nata a San Paolo il 18 aprile 1973, ha iniziato la sua carriera a soli nove anni, facendo pubblicità per McDonald's. Rimasta orfana di padre a soli 15 anni, è stata costretta a iniziare a lavorare per aiutare la famiglia, anche per garantire le cure mediche al fratello maggiore, portatore di AIDS e tossicodipendente, dunque di conseguenza costantemente ricoverato in ospedale. È salita alla ribalta della cronaca negli anni novanta, per essersi fidanzata con il campione automobilistico Ayrton Senna. Il rapporto con i familiari di Senna non è stato idilliaco, tanto che essi le hanno impedito di prendere parte alla testa del corteo funebre del campione, costringendola a restare a debita distanza in mezzo ai fans.
Nel 1995 ha posato per la rivista Playboy-Brasil e ha pubblicato il libro O Caminho das Borboletas (Il cammino delle farfalle), incentrato sul suo legame con Senna. Sempre nello stesso anno è iniziata la sua carriera televisiva con il programma Ponto G.. L'anno successivo la Galisteu ha ottenuto una parte nella telenovela Xica da Silva sulla Rede Manchete. Nel 1999 ha recitato in teatro in Deus lhe Pague, commedia diretta da Bibi Ferreira. Nel 2000 è passata a Rede Record con il programma É Show.
Nel 2010 è stata Regina di Batteria della scuola di samba del Carnevale di Rio Unidos da Tijuca. Nel 2011 ha partecipato al Carnevale di Salvador de Bahia. Sempre nel 2011 ha condotto il reality Projeto Fashion e il programma quotidiano Muito+. Nel 2023 è stata Regina di Batteria della scuola di samba del Carnevale di Rio Portela.

## Vita privata
È stata l'ultima storica fidanzata di Ayrton Senna, fino alla sua morte avvenuta il 1º maggio 1994.
Nel 2010 si è sposata con l'impresario Alexandre Iódice, dal quale ha avuto il piccolo Vittorio.

## Carriera

### Televisione

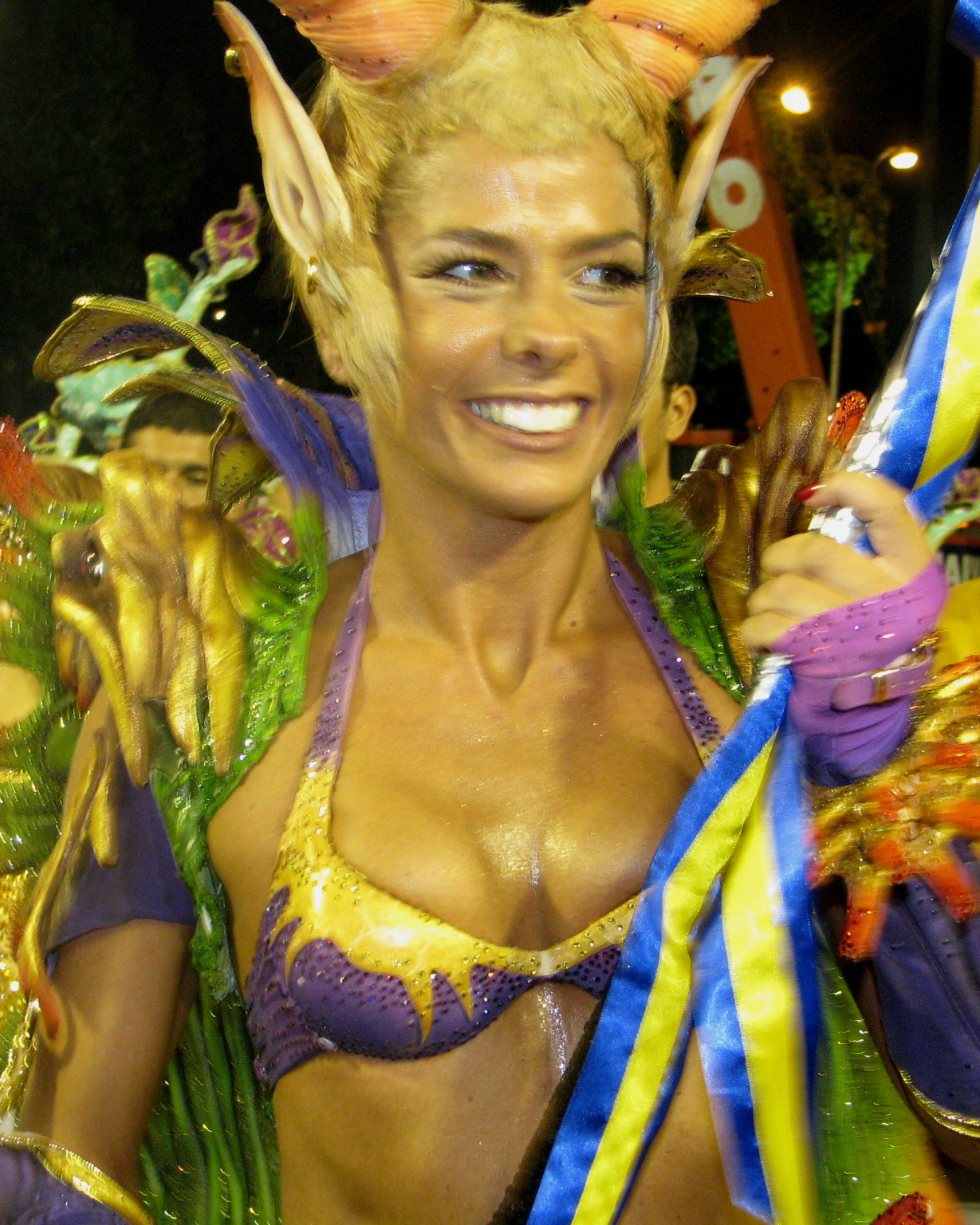
Adriana Galisteu madrina della scuola Unidos da Tijuca al Carnevale di Rio del 2010.

#### Attrice
- Xica da Silva - Manchete (1996)
- Antônio Alves - SBT (1996)
- Sai de Baixo - Globo (1997)
- Fascinação - SBT (1998)
- Ô... Coitado! - SBT (1999)
- O Tempo Não Para - Globo (2018)
- Dra. Darci - Multishow - (2018)

#### Presentatrice
- Ponto G - CNT (1995-1997)
- Quiz MTV - MTV Brasil (1998-1999)
- Superpop - RedeTV! (1999-2000)
- É Show - Record (2000-2003)
- Charme - SBT (2004-2008)
- Fora do Ar - SBT (2005)
- Toda Sexta - Band (2009-2010)
- Projeto Fashion - Band (2011)
- Muito+ - Band (2012)
- Paixões Perigosas - Discovery Brasil (2013)
- Domingo da Gente - Record (2013-2014)
- Quem Quer Casar com Meu Filho? - Band (2014)
- Dormindo com Meu Estilista - Discovery Brasil (2014)
- Papo de Cozinha - Discovery Brasil (2015)
- Boa Noite Fox - Fox Sports Brasil (2016)
- Fox Emotion - Fox Sports Brasil (2016)
- Face a Face - BandNews (2016-2017)
- Power Couple Brasil - Record (2021-2022)
- A Fazenda - Record (2021-)

#### Concorrente
- Dança dos Famosos 14 - Globo (2017)

### Radio
- Torpedo - Jovem Pan (1996-1999)
- Papo de Almoço - Rádio Globo (2017-2019)

### Cinema
- Coisa de Mulher (2005)
- Se Eu Fosse Você 2 (2009)
- Senna (2010)

### Teatro
- Deus lhe Pague
- Dia das Mães
- O Rim
- Nunca se Sábado
- Ás Favas com os Escrúpulos
- Um casal aberto, ma non troppo
- Uma mulher do outro mundo
- Três dias de chuva
- Mulheres alteradas
- Troilo e Cressida
- A bela adormecida